# Platanthera stricta
Platanthera stricta là một loài thực vật có hoa trong họ Lan. Loài này được Lindl. miêu tả khoa học đầu tiên năm 1835.

## Hình ảnh

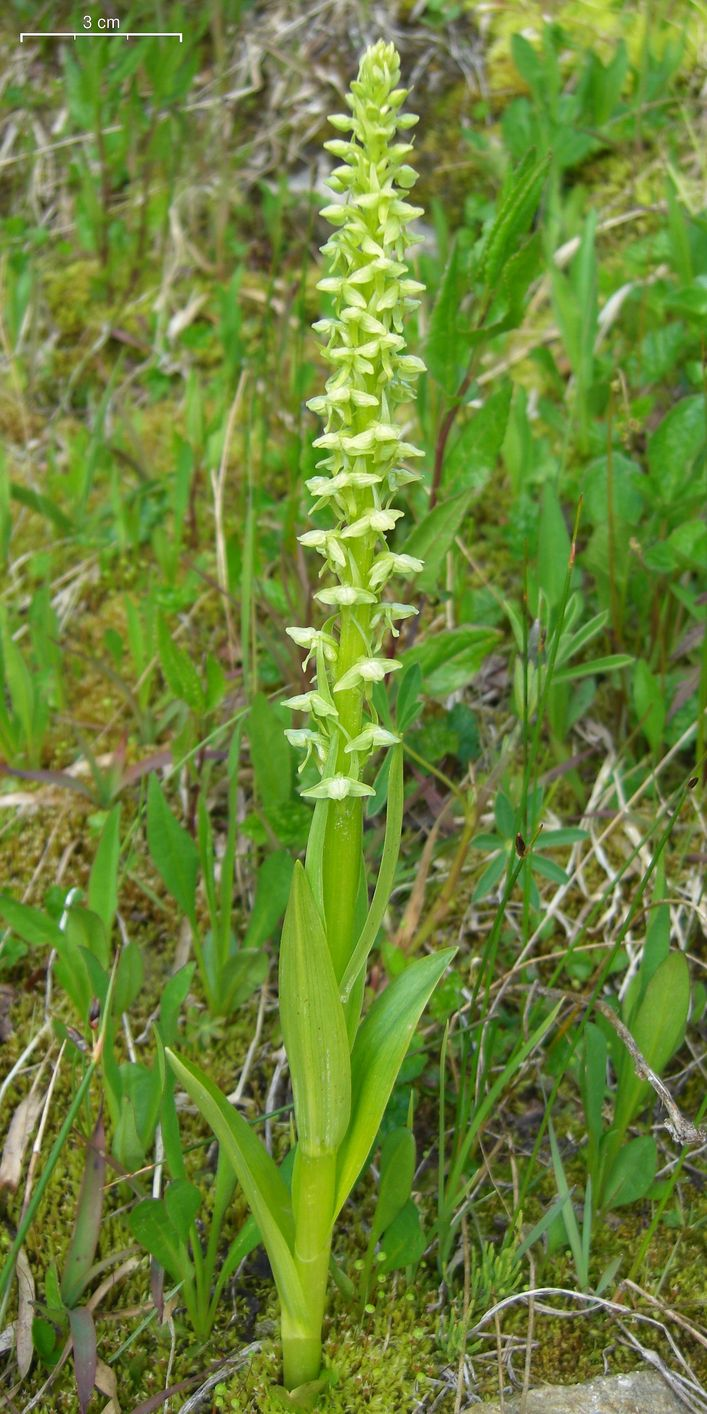
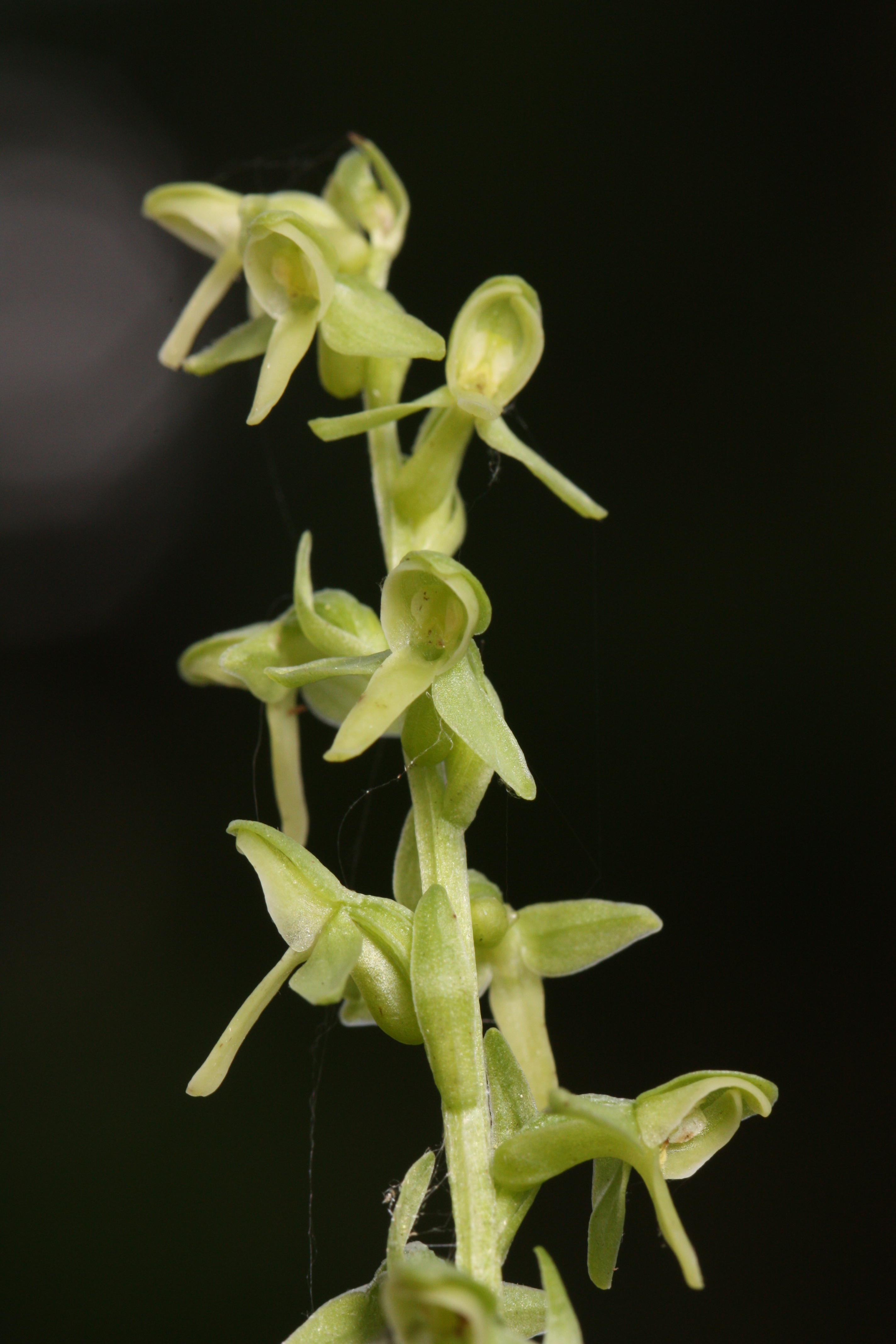
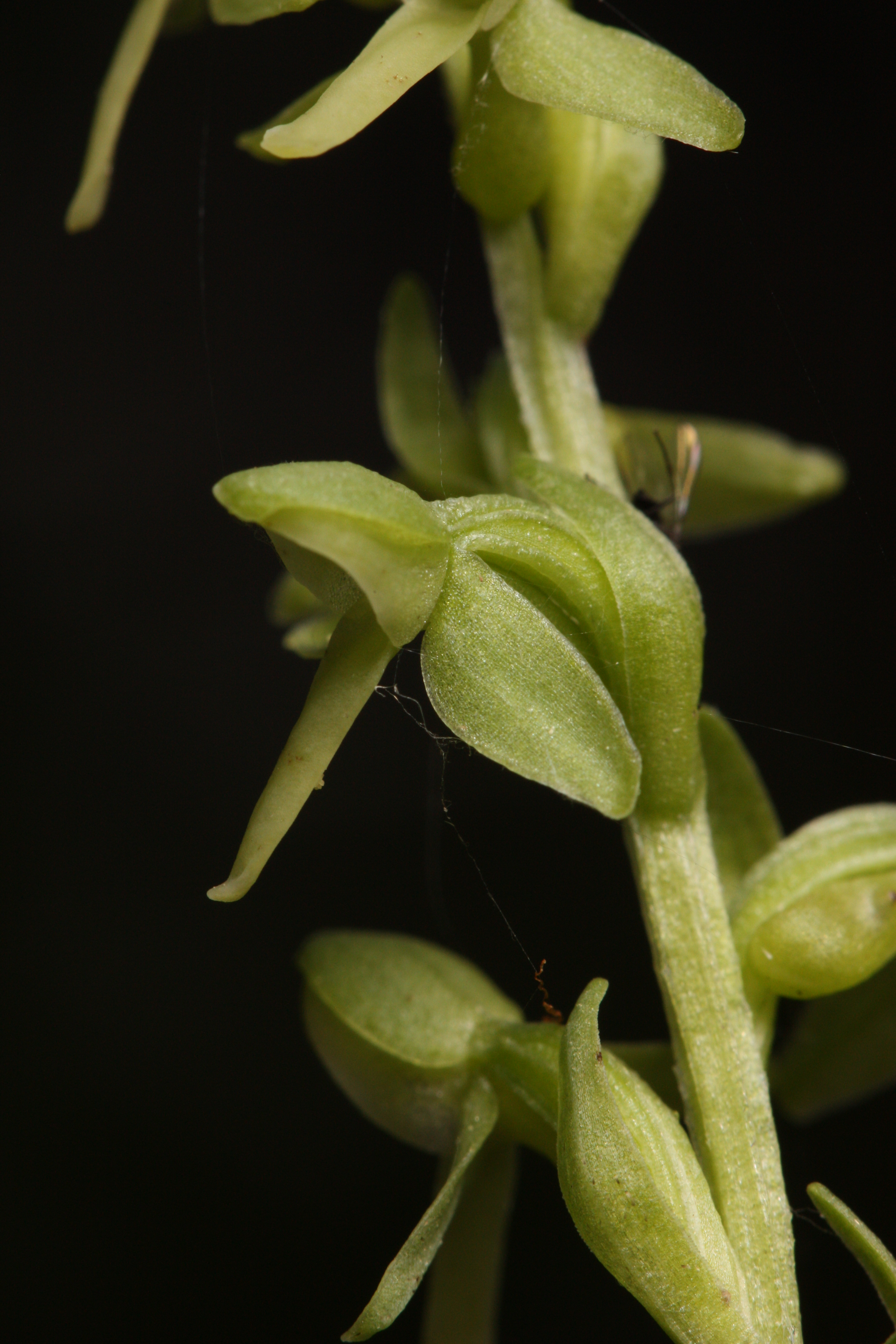
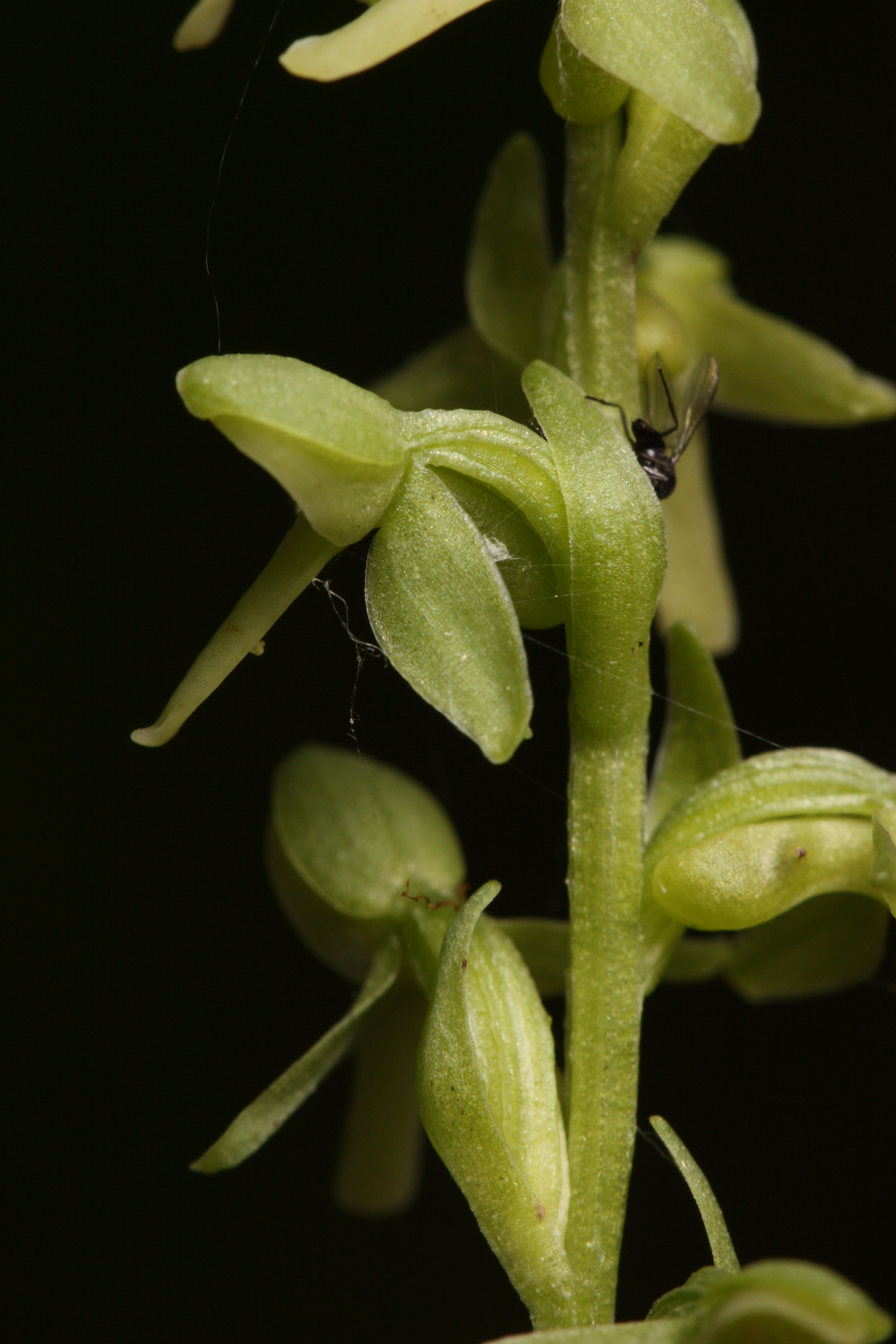